# Odor de santidade
O odor de santidade constitui, de acordo com a tradição da igreja católica, uma fragrância emanada dos corpos dos santos, e sobretudo de seus estigmas. É uma osmogênese milagrosa. "Um crente cujo corpo exala um perfume anormal (antes ou depois da morte) é chamado de “santo miroblita” (do grego antigo myron, “óleo perfumado)."

## Significado
O odor de santidade pode ser compreendido de duas formas:
1. Um estado ontológico, não necessariamente relacionado com uma sensação olfativa real, que indica que seu possuidor se apresenta em estado de graça, ou seja, um estado caracterizado pela ausência de pecado mortal. É usado para referência ao estado da alma do fiel no momento da sua morte. Vários santos canonizados teriam morrido em odor de santidade.
2. Um odor percepível pelo sentido olfativo, presente no momento da morte e em algum tempo subsequente.

## Os santos e o odor de santidade
A expressão odor de santidade parece ter surgido na Idade Média, quando a vida de santidade de muitos católicos se tornava conhecida e aclamada pelos fiéis que conviveram com os santos e atestaram suas virtudes. A presença do odor de santidade testifica a vida na graça sobrenatural e é sinal luminoso de vida eterna, transcendentalidade e misericórdia divina na vida dos seres humanos.

## Causa física
A explicação proposta pela ciência, atribuída a J. B. S. Haldane, é que o odor de santidade se deveria simplesmente à acetona e ao ácido acetoacético gerados pela cetose devida ao estado de desnutrição causado pela prática do jejum religioso.

## Exemplos
A morte da santa Teresa de Ávila teria sido acompanhada de uma forte emanação, percebida em todo o mosteiro. Santa Teresa de Lisieux teria, em seguida de sua morte, emanado um forte aroma de rosas, que persistiu por vários dias. O sangue vertido dos estigmas do Padre Pio, teria também um odor floral.